# 岩間一弘
岩間 一弘（いわま かずひろ、1972年 - ）は、日本の東洋史学者、慶應義塾大学文学部教授。博士（学術）（東京大学・2005年）。

## 人物・来歴
1972年神奈川県川崎市生まれ。1991年慶應義塾高等学校卒業。1995年慶應義塾大学文学部史学科東洋史学専攻卒業。1998年慶應義塾大学大学院文学研究科史学専攻修士課程修了。2003年東京大学大学院総合文化研究科地域文化研究専攻博士課程単位取得退学。2005年「民国期上海の新中間層」で東京大学より博士（学術）の学位を取得。2003年千葉商科大学商経学部専任講師、2006年助教授、2007年准教授、2012年教授、2015年慶應義塾大学文学部教授。2022年『中国料理の世界史』でサントリー学芸賞受賞。専門は東アジア近現代史、食の文化交流史、中国都市史。

## 著書
- 『演技と宣伝のなかで 上海の大衆運動と消えゆく都市中間層』 (ブックレット《アジアを学ぼう》) 風響社, 2008.11
- 『上海近代のホワイトカラー 揺れる新中間層の形成』研文出版, 2011.9
- 『上海大衆の誕生と変貌 近代新中間層の消費・動員・イベント』東京大学出版会, 2012.9
- 『中国料理の世界史 美食のナショナリズムをこえて』慶應義塾大学出版会, 2021.9
- 『中華料理と日本人 帝国主義から懐かしの味への100年史』中公新書, 2025.6

### 共編著
- 『上海 都市生活の現代史』 (あじあブックス）金野純, 朱珉, 髙綱博文共編著. 風響社, 2012.4
- 『中国料理と近現代日本 食と嗜好の文化交流史』編著 (慶應義塾大学東アジア研究所叢書) 慶應義塾大学出版会, 2019.12

## 論文
- ＜岩間一弘